# Diocesi di Tarija
La diocesi di Tarija (in latino Dioecesis Tariiensis) è una sede della Chiesa cattolica in Bolivia suffraganea dell'arcidiocesi di Sucre. Nel 2022 contava 484.000 battezzati su 518.000 abitanti. È retta dal vescovo Jorge Ángel Saldías Pedraza, O.P.

## Territorio
La diocesi comprende il dipartimento boliviano di Tarija, ad esclusione di una parte della provincia di Gran Chaco, che appartiene al vicariato apostolico di Camiri.
Sede vescovile è la città di Tarija, dove si trova la cattedrale di San Bernardo.
Il territorio è suddiviso in 22 parrocchie.

## Storia
La diocesi è stata eretta l'11 novembre 1924 con la bolla Praedecessoribus Nostris di papa Pio XI, ricavandone il territorio dall'arcidiocesi di La Plata, che contestualmente assunse il nome di arcidiocesi di Sucre.

## Cronotassi dei vescovi
Si omettono i periodi di sede vacante non superiori ai 2 anni o non storicamente accertati.
- Ramón Font y Farrés, C.M.F. † (17 novembre 1924 - 16 agosto 1947 deceduto)
- Juan Niccolai, O.F.M. † (16 agosto 1947 succeduto - 11 dicembre 1974 ritirato)
- Abel Costas Montaño † (11 dicembre 1974 - 20 ottobre 1995 ritirato)
- Adhemar Esquivel Kohenque † (20 ottobre 1995 succeduto - 2 giugno 2004 ritirato)
- Francisco Javier Del Río Sendino (10 gennaio 2006 - 11 ottobre 2019 ritirato)
- Jorge Ángel Saldías Pedraza, O.P., dall'11 ottobre 2019

## Statistiche
La diocesi nel 2022 su una popolazione di 518.000 persone contava 484.000 battezzati, corrispondenti al 93,4% del totale.
| anno | popolazione | popolazione | popolazione | presbiteri | presbiteri | presbiteri | presbiteri                | diaconi | religiosi | religiosi | parrocchie |
| anno | battezzati  | totale      | %           | numero     | secolari   | regolari   | battezzati per presbitero | diaconi | uomini    | donne     | parrocchie |
| ---- | ----------- | ----------- | ----------- | ---------- | ---------- | ---------- | ------------------------- | ------- | --------- | --------- | ---------- |
| 1950 | 89.500      | 90.000      | 99,4        | 24         | 10         | 14         | 3.729                     |         | 15        | 21        | 10         |
| 1966 | 98.000      | 100.500     | 97,5        | 24         | 5          | 19         | 4.083                     |         | 21        | 24        | 11         |
| 1970 | 106.000     | 109.000     | 97,2        | 23         | 3          | 20         | 4.608                     |         | 21        | 23        | 11         |
| 1976 | 109.000     | 116.000     | 94,0        | 23         | 4          | 19         | 4.739                     |         | 35        | 32        | 13         |
| 1980 | 183.000     | 188.000     | 97,3        | 27         | 6          | 21         | 6.777                     | 2       | 31        | 37        | 13         |
| 1990 | 219.000     | 228.000     | 96,1        | 29         | 6          | 23         | 7.551                     | 1       | 29        | 52        | 14         |
| 1999 | 285.907     | 291.607     | 98,0        | 34         | 13         | 21         | 8.409                     |         | 27        | 69        | 16         |
| 2000 | 282.155     | 403.079     | 70,0        | 32         | 13         | 19         | 8.817                     |         | 26        | 84        | 15         |
| 2001 | 288.962     | 410.287     | 70,4        | 38         | 17         | 21         | 7.604                     | 1       | 33        | 96        | 19         |
| 2002 | 294.675     | 391.226     | 75,3        | 39         | 18         | 21         | 7.555                     | 1       | 32        | 95        | 19         |
| 2003 | 295.496     | 392.047     | 75,4        | 42         | 19         | 23         | 7.035                     | 1       | 35        | 95        | 20         |
| 2004 | 301.785     | 391.226     | 77,1        | 45         | 22         | 23         | 6.706                     | 1       | 35        | 95        | 21         |
| 2010 | 348.034     | 492.000     | 70,7        | 48         | 27         | 21         | 7.250                     |         | 28        | 95        | 22         |
| 2014 | 437.100     | 470.000     | 93,0        | 42         | 24         | 18         | 10.407                    | 2       | 30        | 99        | 26         |
| 2017 | 458.000     | 484.000     | 94,6        | 51         | 26         | 25         | 8.980                     | 2       | 32        | 100       | 26         |
| 2020 | 471.630     | 504.520     | 93,5        | 56         | 30         | 26         | 8.421                     | 2       | 34        | 97        | 27         |
| 2022 | 484.000     | 518.000     | 93,4        | 47         | 30         | 17         | 10.297                    | 2       | 25        | 97        | 22         |